# Вишневецький Юрій Костянтинович
Юрій (Єжи) Костянтинович Вишневецький герба Корибут (пом. 29 травня 1641) — руський князь, військовий та політичний діяч Речі Посполитої.

## Життєпис
Юрій народився в сім'ї Костянтина Вишневецького і його другої дружини Урсули Мнішек. Либонь, як і Ярема Вишневецький, закінчив Львівський єзуїтський колегіум, з ним же подався за кордон. 1629 р. він записався до метрики Падуанського університету, а 1 травня 1630 — Болонського. Невдовзі через бойові дії, що їх вели французи на півночі Італії, освітній заклад зачинився. Польська авторка Ілона Чаманська припускає, що Ю. Вишневецький міг за прикладом Яреми зголоситись на якийсь час до французької армії, а опісля вирядитись у Нідерланди. Так чи інак, наступні кілька літ він, імовірно, провів за границею з молодшим братом Олександром.
У 1637 р. батько уступив Юрію староство кам'янське, а в лютому 1638 той одружився з Євфрозиною-Євлалією — донькою каштеляна жарновецького Яна Ґратуса Тарновського та Анни Корнякт, сестри Катерини Корнякт, 3-ої жінки К. Вишневецького, що змалечку опікувалась сестриницею. Зі своїх, дозволених чоловіком, прибутків Катерина зібрала суму в 100 тис. злотих, переказала її на «Криловські маєтності заставним способом» коронному крайчому Миколаю Остророгу, а відтак дарувала Євфрозині у посаг, домовившись з сестрою видати дівчину заміж за свого пасинка. Наречений же зобов'язувався, одержавши грошову суму, «забезпечену на Крилові», записати на своїх маєтках як віно, додавши до неї таку ж суму як привінок. Крім грошей і рухомостей, Євфрозина нічого не отримувала з батьківських маєтків, тому акт зречення з прав на них мусила зробити за 2 тижні після весілля, що мав забезпечити її чоловік. Також Костянтин обіцяв 70 тис. злотих, що їх дістав від Катерини та записаних на с. Миш, за 2 тижні уступити даний маєток «до спокійного користування». Обидві сторони обіцяли під закладом в 100 тис. злотих виконати умови інтерцизи від 7 січня 1638 та розборувати її у Львівському ґродському уряді, що зробили на наступний день після укладення. 
Весілля справили у Львові, промову на ньому виголосив Якуб Собеський. Надалі подружжя оселилось в Залізцях.
1640 р. єдиний раз був обраний послом на сейм від Волинського воєводства. 29 травня 1641 раптово помер у Львові. Його смерть призвела до серцевого нападу у його батька — Костянтина Вишневецького, від чого зрештою той і помер. Був похований в замку у Залізцях.

## Родина
Дружина — Євфрозина-Євлалія Тарновська (пом. 11 грудня 1645). Діти: 
- Констанція (1640—1669) — дружина луцького старости Самійла Лещинського.